# Rhinoderma
Genre
Synonymes
- Heminectes Philippi, 1902

Rhinoderma est un genre d'amphibiens de la famille des Rhinodermatidae.

## Répartition
Les deux espèces de ce genre se rencontrent dans les forêts tempérées du Sud-Ouest du Chili et de l'Argentine.

## Liste des espèces
Selon Amphibian Species of the World (19 novembre 2016) :
- Rhinoderma darwinii Duméril & Bibron, 1841
- Rhinoderma rufum (Philippi, 1902)

## Publication originale
- Duméril & Bibron, 1841 : Erpétologie générale ou Histoire naturelle complète des reptiles, vol. 8, p. 1-792 (texte intégral).